# Audio Stream Input/Output
O Audio Stream Input/Output (ASIO) é um protocolo de driver de placa de som de computador para áudio digital especificado pela Steinberg, fornecendo uma interface de baixa latência e alta fidelidade entre um aplicativo de software e a placa de som de um computador. Considerando que o DirectSound da Microsoft é comumente usado como um caminho de sinal intermediário para usuários não profissionais, o ASIO permite que músicos e engenheiros de som acessem o hardware externo diretamente.

## Visão geral
O ASIO ignora o caminho normal de áudio de um aplicativo do usuário por meio de camadas de software do sistema operacional Windows intermediário para que um aplicativo se conecte diretamente ao hardware da placa de som. Cada camada que é ignorada significa uma redução na latência (o atraso entre um aplicativo enviar informações de áudio e ser reproduzido pela placa de som ou sinais de entrada da placa de som sendo disponibilizados para o aplicativo). Desta forma, o ASIO oferece uma maneira relativamente simples de acessar várias entradas e saídas de áudio de forma independente.

## Sistemas operacionais
O suporte à interface é normalmente restrito ao Microsoft Windows. A partir do Windows Vista, o KMixer foi removido e substituído por WASAPI e um novo driver de porta WaveRT.
Há também um driver ASIO experimental para Wine, WineASIO, para uma camada de compatibilidade do Windows para Linux. O driver WineASIO usa o servidor de som JACK como seu back-end de áudio e permite que muitos aplicativos compatíveis com ASIO rodem com baixa latência no WINE.
Outras alternativas gratuitas ou de código aberto são ASIO4All, FlexASIO, ASIO2KS e ASIO2WASAPI.

Sendo um protocolo proprietário, ele não tem nenhuma compatibilidade universal com DAW baseado em Windows e outro software de gravação. Por exemplo, o manual do usuário do editor de áudio Audacity afirma: "As restrições de licenciamento nos impedem de incluir o suporte ASIO nas versões lançadas do Audacity, mas o Audacity pode ser compilado com suporte ASIO para uso privado e não distribuível".